# Le cose
Le cose è l'ottavo album in studio del cantautore italiano Zibba, pubblicato il 2 febbraio 2018.

## Tracce
1. Quello che si sente – 3:14
2. Quando stiamo bene (feat. Elodie) – 2:58
3. Dove si ferma il sole – 3:06
4. Quando abbiamo smesso (feat. Erica Mou) – 2:40
5. Panorama (feat. Chantal) – 3:36
6. Quello che vuoi – 3:49
7. Niente (feat. David Blank) – 3:25
8. Le cose inutili (feat. Alex Britti) – 3:38
9. Sesto piano (feat. Marco Masini) – 3:09
10. Un altro modo (feat. Diego Esposito) – 3:08
11. La traccia che finisce il disco – 2:59
12. Un unico piccolo istante – 5:45

## Formazione
- Zibba – voce, chitarra
- Andrea Balestrieri – batteria
- Stefano Riggi – sassofono, sintetizzatore
- Dario Ciffo – violino, chitarra
- Simone Rubinato – basso